# Skydive Dubai-Al Ahli Club
Das Skydive Dubai-Al Ahli Club ist ein Radsportteam in Dubai, Vereinigte Arabische Emirate.
Die Mannschaft wurde 2014 gegründet und nimmt als Continental Team an den UCI Continental Circuits teil. Manager ist Ricardo Martins, der von den Sportlichen Leitern Abdulrhman Alaamri, Juri Lawruschkin, Humaid Mehrab, Mustapha Yazidi und Andreas Petermann unterstützt wird.
Am Ende der Saison 2016 wurden vom ehemaligen sportlichen Leiter Alberto Volpi und dem Verband der italienischen Radprofis ACCPI – einem Teilverband der Cyclistes Professionnels Associés – der Vorwurf erhoben, dass Fahrer und Betreuer des Teams seit April keine Gehälter mehr bekommen haben.
Ende 2016 wurde das Team aufgelöst.

## Saison 2016

### Erfolge in der UCI Africa Tour
| Datum      | Rennen                              | Kat. | Fahrer        |
| ---------- | ----------------------------------- | ---- | ------------- |
| 18. Januar | 1. Etappe La Tropicale Amissa Bongo | 2.1  | Andrea Palini |
| 19. Januar | 2. Etappe La Tropicale Amissa Bongo | 2.1  | Andrea Palini |
| 21. Januar | 4. Etappe La Tropicale Amissa Bongo | 2.1  | Adil Jelloul  |

### Erfolge in der UCI Asia Tour
| Datum           | Rennen                                             | Kat. | Fahrer                         |
| --------------- | -------------------------------------------------- | ---- | ------------------------------ |
| 25. Februar     | 2. Etappe Tour de Langkawi                         | 2.HC | Andrea Palini                  |
| 25. Oktober     | 1. Etappe Sharjah International Cycling Tour (MZF) | 2.1  | Skydive Dubai Pro Cycling Team |
| 25.–28. Oktober | Gesamtwertung Sharjah International Cycling Tour   | 2.1  | Adil Jelloul                   |

### Erfolge in der UCI America Tour
| Datum        | Rennen                    | Kat. | Fahrer            |
| ------------ | ------------------------- | ---- | ----------------- |
| 5. September | 5. Etappe Tour of Alberta | 2.1  | Francisco Mancebo |

### Nationale Straßen-Radsportmeister
| Datum    | Rennen                                         | Sieger         |
| -------- | ---------------------------------------------- | -------------- |
| 7. Juni  | Tunesische Meisterschaft – Einzelzeitfahren    | Maher Hasnaoui |
| 15. Juli | Marokkanische Meisterschaft – Einzelzeitfahren | Soufiane Haddi |

### Abgänge – Zugänge
| Zugänge           | Team 2015             | Abgänge              | Team 2016 |
| ----------------- | --------------------- | -------------------- | --------- |
| Xhuliano Kamberaj | Cipollini Alè Rime    | Khamis Saif Al Naqbi | Unbekannt |
| Marlen Zmorka     | Pala Fenice Franchini | Shambih Khaled       | Unbekannt |
| Ivan Santaromita  | Orica GreenEdge       | Edgar Pinto          | Unbekannt |

### Mannschaft
| Name                   | Geburtstag         | Nationalität                 | Team 2017          |
| ---------------------- | ------------------ | ---------------------------- | ------------------ |
| Ibrahim Al Ali         | 17. November 1994  | Vereinigte Arabische Emirate | Unbekannt          |
| Mohamed Hasan Al Marwi | 13. September 1988 | Vereinigte Arabische Emirate | Unbekannt          |
| Ahmed Albalooshi       | 29. Oktober 1989   | Vereinigte Arabische Emirate | Unbekannt          |
| Sultan Alhammadi       | 15. August 1993    | Vereinigte Arabische Emirate | Unbekannt          |
| Mansoor Ali Shambih    | 1. Mai 1988        | Vereinigte Arabische Emirate | Unbekannt          |
| Rafaâ Chtioui          | 26. Januar 1986    | Tunesien                     | Unbekannt          |
| Soufiane Haddi         | 2. Februar 1991    | Marokko                      | Unbekannt          |
| Maher Hasnaoui         | 22. September 1989 | Tunesien                     | Unbekannt          |
| Khalid Ibrahim         | 12. November 1995  | Vereinigte Arabische Emirate | Unbekannt          |
| Adil Jelloul           | 14. Juli 1982      | Marokko                      | Unbekannt          |
| Xhuliano Kamberaj      | 30. Mai 1994       | Albanien                     | Unbekannt          |
| Francisco Mancebo      | 9. März 1976       | Spanien                      | Unbekannt          |
| Tariq Obaid            | 1. April 1984      | Vereinigte Arabische Emirate | Unbekannt          |
| Andrea Palini          | 16. Juni 1989      | Italien                      | Androni Giocattoli |
| Ivan Santaromita       | 30. April 1984     | Italien                      | Nippo-Vini Fantini |
| Marlen Zmorka          | 1. Juli 1993       | Ukraine                      | Unbekannt          |

## Platzierungen in UCI-Ranglisten
UCI Africa Tour
| Saison | Mannschaftswertung | Fahrerwertung        |
| ------ | ------------------ | -------------------- |
| 2014   | 9.                 | Rafaâ Chtioui (46.)  |
| 2015   | 1.                 | Rafaâ Chtioui (4.)   |
| 2016   | 3.                 | Soufiane Haddi (46.) |

UCI America Tour
| Saison    | Mannschaftswertung | Fahrerwertung            |
| --------- | ------------------ | ------------------------ |
| 2014-2015 | -                  | -                        |
| 2016      | 42.                | Francisco Mancebo (306.) |

UCI Asia Tour
| Saison | Mannschaftswertung | Fahrerwertung            |
| ------ | ------------------ | ------------------------ |
| 2014   | 7.                 | Aleksandr Pliușkin (24.) |
| 2015   | 2.                 | Andrea Palini (3.)       |
| 2016   | 11.                | Francisco Mancebo (32.)  |

UCI Europe Tour
| Saison | Mannschaftswertung | Fahrerwertung            |
| ------ | ------------------ | ------------------------ |
| 2014   | -                  | -                        |
| 2015   | 97.                | Francisco Mancebo (412.) |
| 2016   | 105.               | Edgar Pinto (500.)       |